# Mieczysław Chojnacki

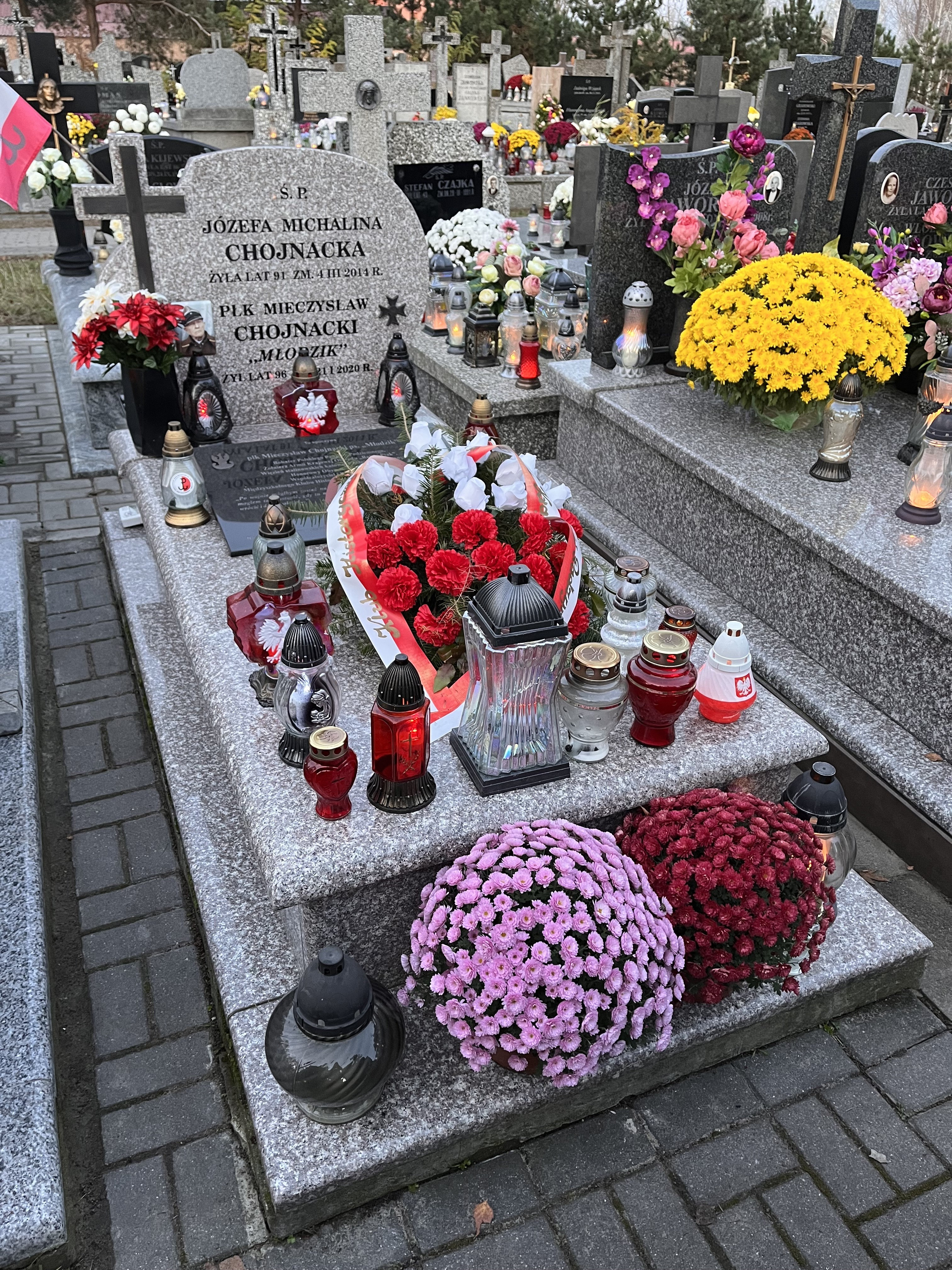
Grób Mieczysława Chojnackiego na Cmentarzu Poległych w Radzyminie (2022)

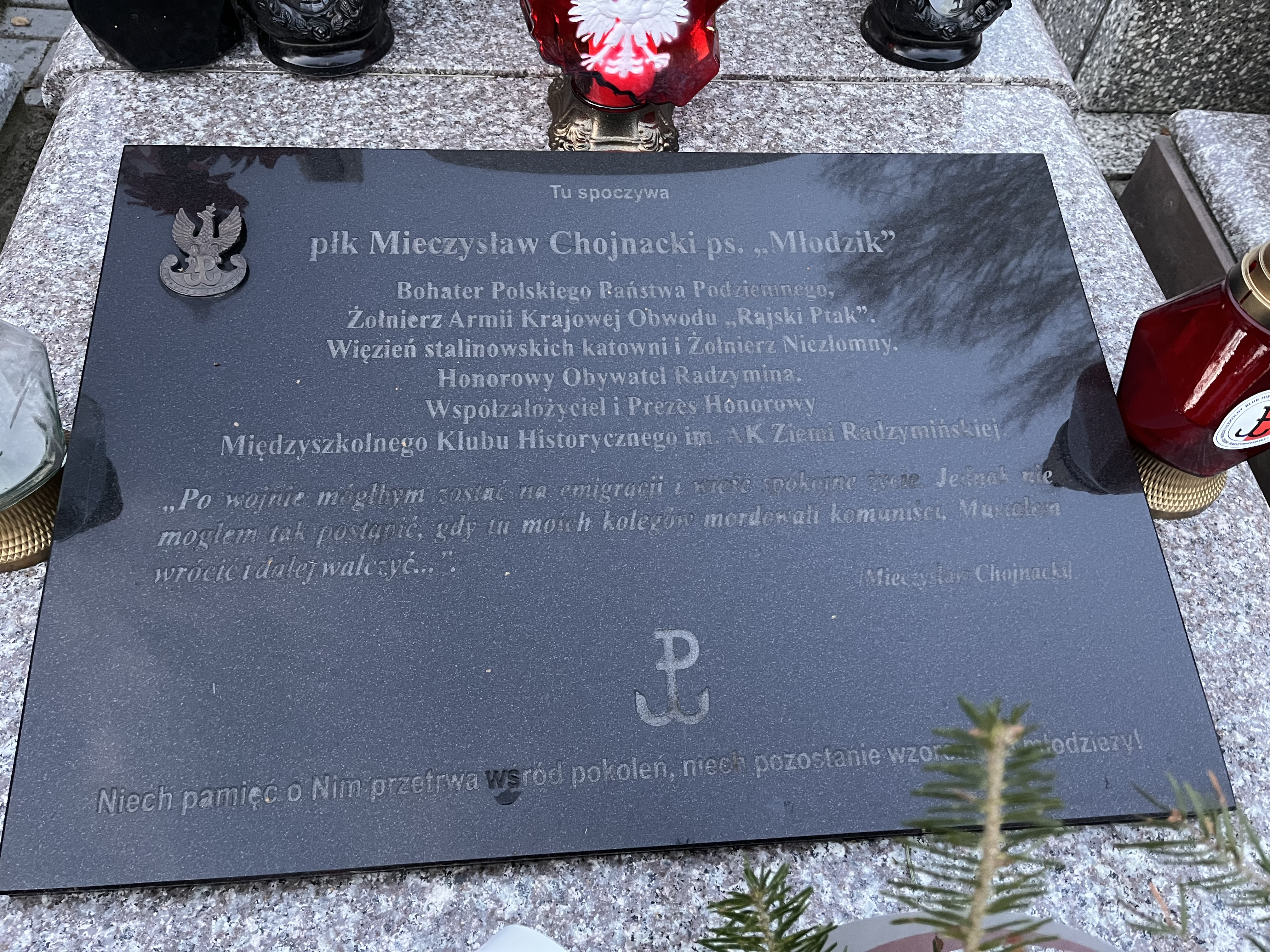
Tablica na grobie Mieczysława Chojnackiego

Mieczysław Wojciech Chojnacki, ps. „Młodzik” (ur. 26 marca 1924 w Sierpcu, zm. 21 stycznia 2020 w Legionowie) – żołnierz Armii Krajowej i polskiego powojennego podziemia antykomunistycznego, honorowy obywatel Radzymina.

## Życiorys
Syn Mieczysława i Natalii ze Stopińskich. Przed wybuchem II wojny światowej działał w harcerstwie w Radzyminie. W 1940 rozpoczął działalność konspiracyjną w Korpusie Obrońców Polski, od 1941 żołnierz ZWZ-AK. W 1943 uzyskał maturę w konspiracyjnym Gimnazjum i Liceum im. Tadeusza Reytana w Warszawie. Uczestniczył w akcji „Burza”. W 1944 został aresztowany przez Niemców i wywieziony do obozu. W 1945 powrócił do Polski, wstąpił do oddziału Ruchu Oporu Armii Krajowej (ROAK) i brał udział w akcjach skierowanych przeciwko władzy komunistycznej. Od grudnia 1945 do października 1946 pełnił funkcję dowódcy sekcji dywersyjnej w Obwodzie „Mewa” ROAK.
Po rozformowaniu oddziału ROAK wyjechał na rozkaz dowództwa na Dolny Śląsk. Nie ujawnił się w czasie amnestii w 1947. W 1950 został aresztowany w pobliżu Oleśnicy przez funkcjonariuszy kontrwywiadu wojskowego z Wrocławia. Został skazany na karę śmierci, zamienioną w 1951 na 15 lat więzienia. Przez blisko pół roku przebywał w celi śmierci w więzieniu mokotowskim w Warszawie. Karę odbywał m.in. w zakładach karnych w Rawiczu, Wronkach i Strzelcach Opolskich. Opuścił więzienie w 1960.
Pracował zawodowo jako geodeta we Wrocławiu, Kamiennej Górze i Rzeszowie. W 1992 uzyskał unieważnienie wyroku skazującego z lat 50., a w 1998 przeszedł na emeryturę, po czym zamieszkał w Zielonce pod Warszawą. Był autorem książek poświęconych żołnierzom Armii Krajowej oraz wspomnień Opowiadanie Młodzika (2003).
W 2016 otrzymał tytuł honorowego obywatela Radzymina. W 2019 szef MON Mariusz Błaszczak wręczył mu akt mianowania na stopień majora piechoty. Został pochowany w grobie rodzinnym na Cmentarzu Żołnierzy Polskich 1920 w Radzyminie. Pośmiertnie awansowany do stopnia pułkownika.

## Odznaczenia
- Krzyż Oficerski Orderu Odrodzenia Polski (2008)[8]
- Krzyż Komandorski Orderu Odrodzenia Polski (2020, pośmiertnie)[9]
- Medal „Pro Memoria”[3]
- Odznaka „Za Zasługi dla Światowego Związku Żołnierzy Armii Krajowej”[3]

## Publikacje książkowe
- Armia Krajowa w dokumentach, Radzymin 1999, ISBN 83-902669-3-8 (opracowanie wraz z Jarosławem Stryjkiem)
- Opowiadanie Młodzika, Sierpc 2003, ISBN 83-916002-2-X
- Ich znakiem był „Rajski Ptak”: wspomnienia żołnierzy Armii Krajowej Radzymińskiego Obwodu „Rajski Ptak”, „Burak” z lat 1939–1956, Radzymin 2003, ISBN 83-902669-2-X (opracowanie wraz z Jerzym Lewickim)
- Radzymińscy żołnierze Armii Krajowej, Radzymin 2007, ISBN 978-83-924733-0-5
- Przez Sybir do wolnej Polski: opowiadanie Zdzisława Przybysza ps. „Wiąz” – żołnierza Armii Krajowej, Radzymin 2008, ISBN 978-83-924733-2-9 (opracowanie)
- Losy Oddziału Specjalnego ogniomistrza „Wyboja”, Sierpc 2014, ISBN 978-83-62177-12-7